# Springfield (Michigan)
Springfield ist eine Stadt mit dem Status „City“ im Calhoun County im US-Bundesstaat Michigan. Das U.S. Census Bureau hat bei der Volkszählung 2020 eine Einwohnerzahl von 5292 ermittelt.

## Geographie
Die Koordinaten von Springfield liegen bei 42°19'25" nördlicher Breite und 85°13'51" westlicher Länge.
Nach Angaben der United States Census 2010 erstreckt sich das Stadtgebiet von Springfield über eine Fläche von 9,58 Quadratkilometer (3,7 sq mi).

## Bevölkerung
Nach der United States Census 2010 lebten in Springfield 5260 Menschen verteilt auf 2156 Haushalte und 1213 Familien. Die Bevölkerungsdichte betrug 554,9 Einwohner pro Quadratkilometer (143,7/sq mi).
Die Bevölkerung setzte sich 2010 aus 76,6 % Weißen, 9,6 % Afroamerikanern, 7,5 % Asiaten, 0,5 % amerikanischen Ureinwohnern, 1,2 % aus anderen ethnischen Gruppen und 4,7 % stammten von zwei oder mehr Ethnien ab.
Von den 5260 Einwohnern waren 26,5 % unter 18 Jahre und in 7,8 % der Haushalten lebten Menschen, die 65 Jahre oder älter waren. Das Durchschnittsalter betrug 33,8 Jahre und 50 % der Einwohner waren Männlich.